# Dvärgkortvingebock
Dvärgkortvingebock (Nathrius brevipennis) är en skalbaggsart som först beskrevs av Étienne Mulsant 1839.  Dvärgkortvingebock ingår i släktet Nathrius och familjen långhorningar.
Artens utbredningsområde är:
- Corsica.
- Frankrike.
- Iran.
- Kazakstan.
- Portugal.
- Ukraina.
- Uruguay.

Arten förekommer tillfälligt i Sverige, men reproducerar sig inte. Inga underarter finns listade i Catalogue of Life.